# Цаболовы
Цабо́ловы (осет. Цæболтæ) — осетинская фамилия.

## Происхождение
По одной из версий происхождение фамилии Цаболовых, в с. Хидикус Куртатинского ущелья жили два брата: Цабол и Цагол. Из-за кровной мести Цабол переселился в Трусовское ущелье, а Цагол — в Дигорское.
По другой версии, Цаболовы жили в Хидикусе; из-за нехватки плодородных земель переселились в село Абана Трусовского ущелья. Часть фамилии впоследствии осела в Гудском ущелье и в сел. Коб. В 1957 году Цаболовы поселились в селениях Чермен и Гизель.

## Генетическая генеалогия
Генотек
- Георгий Владимирович Цаболов — R1b1a2a (R-V1274)
- Хаджумар Цаболов — G2a1a1a1a1a1b (G-FGC719) # J1

## Известные носители
- Константин Александрович Цаболов (1927–2004) — заслуженный артист РСФСР, хореограф.
- Павел Хаджумарович Цаболов (1940) ― доктор сельскохозяйственных наук, профессор.
- Роман Григорьевич Цаболов (1919–1995) ― доктор сельскохозяйственных наук, профессор ГГАУ.
- Руслан Лазаревич Цаболов (1926–2003) — советский и российский филолог-востоковед, курдолог.
- Хетаг Николаевич Цаболов (1991) ― российский и сербский борец вольного стиля, мастер спорта России международного класса.